# Элзи, Арнольд
Арнольд Элзи Джонс Мл. (англ. Arnold Elzey Jones Jr.; 18 декабря 1816 — 21 февраля 1871) — американский военный, участник мексиканской войны, генерал армии Конфедерации в годы американской гражданской войны. Получил звание генерала лично от президента на поле боя при Булл-Ран, участвовал в кампании в долине Шенандоа, и выбыл из строя после ранения в сражении при Гейнс-Милл.

## Ранние годы
Элзи родился на плантации "Elmwood" на реке Манокин в Мериленде, в семье полковника Арнольда Элзи Джонса Старшего и Анны Уильсон Джонс. В 1833 году он поступил в военную академию Вест-Пойнт, которую окончил 33-м по успеваемости в выпуске 1837 года. Его определили вторым лейтенантом во 2-й артиллерийский полк регулярной армии. В 1837 - 1838 году он участвовал в семинольской войне, в 1838 участвовал в переселении индейцев чероки, затем был переведён на северную границу в Детройт, а в 1838 - 1839 году служил в Макинаке в Мичигане. 12 ноября 1839 года Элзи получил звание первого лейтенанта.
Впоследствии служил в Буффало, Рочестере, в гарнизоне форта Адамс (Род-Айленд), в форте Лафайет (1843 - 1845), в форте Коламбус в 1845 и в Техасе в 1845 - 1846. Во время Мексиканской войны участвовал в обороне форта Браун (3 - 9 мая 1846) и в осаде Веракруса. Во время наступления Скотта на Мехико участвовал в сражении при Серро-Гордо, в захвате Сан-Антонио, в сражении при Чурубуско и при Молино-дель-Рей. 20 августа 1847 года Элзи получил временное звание капитана за Чурубуско.
8 сентября 1847 года участвовал в штурме Чапультепека, затем в штурме Мехико. С декабря 1847 по январь 1848 служил адъютантом полка, впоследствии служил в фортах Монро и Форт-Джонстон. В 1849 - 1850 участвовал в семинольской войне. 14 февраля 1849 года получил постоянное звание капитана регулярной армии.
В 1853 - 1856 служил во Флориде, с 1856 ро 1857 в гарнизоне форта Онтарио, в 1857 году на фронтире в Макинаке, В 1857 - 1860 служил в форте Ливенворт.

## Гражданская война
После сецессии Южных штатов Элзи в январе 1861 года сдал арсенал Огасты армии Конфедерации и отправился со своим отрядом в Вашингтон, где 25 апреля 1861 года подал в отставку из армии США. Он отправился в Ричмонд, где вступил в армию Конфедерации в звании полковника и стал командиром 1-го Мерилендского пехотного полка. Полк был включён в бригаду Кирби Смита и участвовал в первом сражении при Булл-Ран. Он был старшим офицером по званию в бригаде и, когда был ранен Смит, принял командование и удачно организовал атаку, за что заслужил благодарность главнокомандующего Борегара. Прямо на поле боя он получил от президента звание бригадного генерала.